# Luc Matthys
Luc Julian Matthys (ur. 3 maja 1935 w Drongen, zm. 26 stycznia 2021 w Tamworth) – belgijski duchowny rzymskokatolicki, pracujący w Republice Południowej Afryki, a następnie w Australii. W latach 1999–2011 był biskupem diecezjalnym Armidale.

## Życiorys
Święcenia kapłańskie przyjął 2 grudnia 1961 w diecezji Johannesburga. Udzielił mu ich jej ówczesny ordynariusz Hugh Boyle. W 1976 przeniósł się do Australii i został inkardynowany do archidiecezji Melbourne. 17 marca 1999 papież Jan Paweł II mianował go biskupem Armidale. Sakry udzielił mu 14 maja 1999 kardynał Edward Bede Clancy, ówczesny arcybiskup metropolita Sydney. W maju 2010 ukończył 75 lat, biskupi wiek emerytalny, i zgodnie z prawem kanonicznym złożył dymisję. Papież Benedykt XVI przedłużył jego posługę o ponad półtora roku. Ostatecznie bp Matthys opuścił swój urząd 7 grudnia 2011. Od tego czasu pozostaje biskupem seniorem Armidale.